# Pharrell Williams
Pharrell Lanscilo Williams (Virginia Beach, 5 de abril de 1973), também conhecido pelo monônimo Pharrell, é um cantor, compositor, rapper, e produtor musical norte-americano. Williams e Chad Hugo formam a dupla de produção The Neptunes, produzindo música soul, hip hop e música de R&B. Ele também é o vocalista e baterista da banda de rock, funk e hip hop, N.E.R.D, que ele formou com Hugo e seu amigo de infância Shay Haley. Ele lançou seu primeiro single "Frontin" em 2003, e seguiu-se com o seu primeiro álbum solo In My Mind, em 2006. Seu segundo álbum, Girl, foi lançado em 3 de março de 2014.
Como integrante do The Neptunes, Williams produziu inúmeros singles de sucesso para vários artistas. Williams ganhou onze Grammy Awards, incluindo dois com o The Neptunes. Atualmente, ele é dono de uma empresa de mídia que engloba entretenimento, música, moda e arte chamada i am OTHER, uma gravadora que serve como uma abrangência para todos os empreendimentos de Pharrell Williams, incluindo as empresas de vestuário, Billionaire Boys Club e Ice Cream, Billionaire Girls Club, a empresa têxtil Bionic Yarn e um canal dedicado no YouTube lançado em 2012. O canal foi lançado em 12 de maio de 2012 como parte do YouTube como canal original com iniciativa de US$ 100 milhões.

## Início da vida
Pharrell Williams nasceu em 5 de abril de 1973, em Virginia Beach, Virginia, e é o filho mais velho dos três de Carolyn, uma professora, e Pharaoh Williams, um ajudante. Ele encontrou com Chad Hugo em um acampamento de verão da banda na sétima série, onde Williams tocou teclado e bateria e Hugo tocou saxofone tenor. Eles também eram membros de uma banda marcial, Williams tocava uma tarola, enquanto Hugo era condutor dos alunos. Williams participou do Colégio Princess Anne onde tocou na banda da escola, onde tinha o nome do Skateboard P. Hugo compareceu no Colégio Kempsville.
Na década de 1990, Hugo e Williams formaram o grupo "tipo R&B" de quatro integrantes, The Neptunes, com amigos Shay Haley e Mike Etheridge. Mais tarde, eles entraram em um show de talentos de escola, onde eles foram descobertos por Teddy Riley, cujo estúdio foi próximo ao Colégio Princess Anne. Depois de se formar no ensino médio, o grupo assinou com Riley.

## Carreira

### 1992-1997: Início da carreira
Através do trabalho com Riley, Williams ajudou a produzir e compor um verso do hit "Rump Shaker" (1992) de Wreckx-N-Effect. Nesse mesmo ano, ele também fez um pequeno solo de rap no segundo hit do SWV, "Right Here (Remix do Reino Unido)". Em 1994, Hugo e Williams haviam se estabelecido como uma dupla de produção sob o seu antigo nome de "The Neptunes", e como assistente de produção com a canção "Tonight's The Night" do álbum autointitulado do grupo Blackstreet. Durante os próximos três anos, eles continuaram a produzir ocasionalmente, e alguns dos resultados tinham pouca semelhança com o som do Neptunes mais tarde. No entanto, algumas canções como "Lookin' at Me" (1997) de Mase do seu álbum Harlem World, é o início definitivo do distinto "som do Neptunes" vindo com a canção "Superthug" (1998) de N.O.R.E., alcançando a posição 36 no Billboard Hot 100, e ganhando-lhes a atenção generalizada pela primeira vez. Em 1999, um amigo em comum apresentou Pharrell a Kelis, e a colaboração resultou na produção de seu primeiro álbum Kaleidoscope.

### 1998-2004: The Neptunes

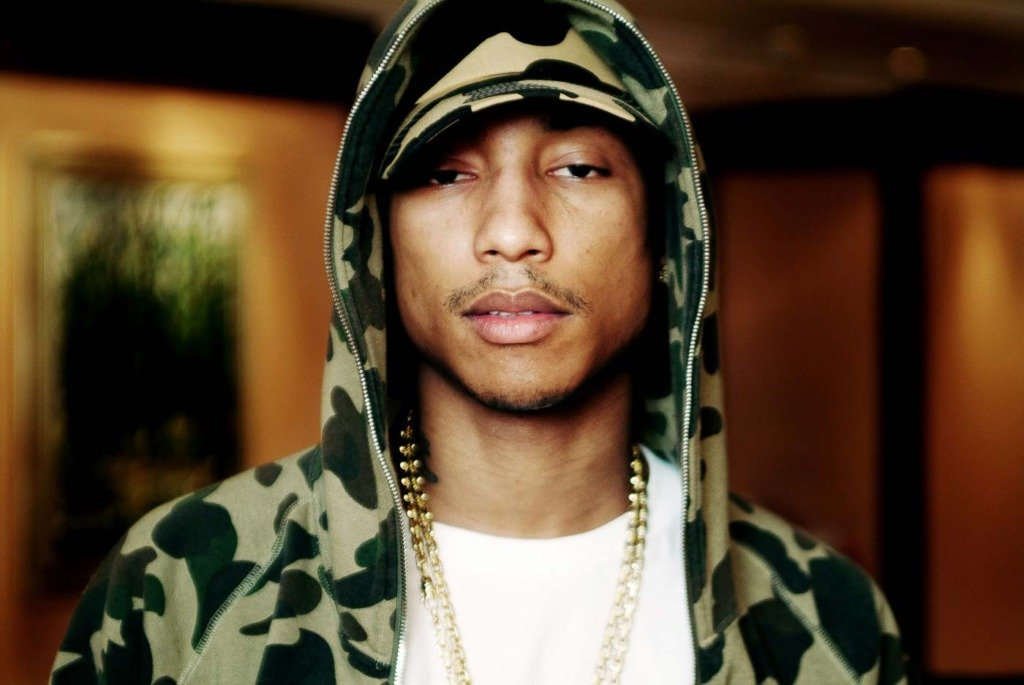
Pharrell Williams em Berlin, em março de 2005

Neste ponto, The Neptunes foram ganhando uma ampla base de fãs e audiência. Em 2001, o The Neptunes produziu o single de Britney Spears, "I'm a Slave 4 U" ganhando a primeira posição mundial. No mesmo ano, o N.E.R.D, formado por Williams, Hugo e Haley, lançou seu primeiro álbum, In Search of..., na Europa, onde o primeiro álbum de Kelis foi melhor recebido. O álbum soava muito parecido com seus trabalhos de produção anteriores; o grupo decidiu que eles deveriam fazer seu trabalho com um som diferente para o N.E.R.D e regravaram o álbum com a banda de rock Spymob. Williams e Hugo conheceram a dupla de rap Clipse em Virginia Beach, em 1993, onde foram contratados pela Arista Records através da marca de Williams, Star Trak Entertainment.
Então em 2002, o álbum foi re-produzido e lançado mundialmente, e o The Neptunes alcançou a primeira posição nos Estados Unidos com o single de Nelly, "Hot in Herre". Em agosto do mesmo ano, o The Neptunes foi nomeados como "Produtores do Ano" pela The Source Awards e pelo Billboard Music Awards. Clipse lançou seu primeiro álbum comercial, Lord Willin'  em agosto de 2002. O álbum iniciou com a primeira posição na parada Billboard Top R&B/Hip-Hop Albums e na quarta posição no Billboard 200, alimentado por seus dois primeiros singles, "Grindin'" e "When the Last Time", que chegou a posição trinta e quatro e a posição dezenove, respectivamente na Billboard Hot 100.
O The Neptunes lançou um álbum autointitulado The Neptunes Present... Clones em 2003, com músicas e remixes de vários artistas. Este, ficou no topo da parada de álbuns americana Billboard 200. O The Neptunes e Williams especificamente, foram mantidos aos olhos do público, em grande parte devido a laços com Jay-Z, produzindo vários singles de sucesso para ele e duas faixas em seu The Black Album. A faixa "Frontin' " foi um grande sucesso (posição 34 em 2003, segundo a Billboard). Uma pesquisa realizada em agosto de 2003 considerou os Neptunes como produtores de quase 20 por cento das músicas tocadas nas rádios britânica na época, uma pesquisa feita nos Estados Unidos tinha-os em 43 por cento. No mesmo ano, o The Neptunes remixou a canção do Daft Punk, "Harder, Better, Faster, Stronger" para o álbum de remix da dupla, Daft Club. A faixa também tinha uma breve seção de rap realizada por Williams.
O segundo álbum do N.E.R.D orientado de funk rock, Fly or Die, foi lançado em março de 2004. A credencial de rock de Willians foi ainda mais reforçada por sua aparição no Grammy Awards de 2004, performando a canção "I Saw Her Standing There" dos Beatles na bateria com Sting, Dave Matthews e Vince Gill. Williams recebeu dois Grammy Awards naquela noite, uma como Produtor do Ano Não-Clássico, e outro de Melhor Álbum Pop Vocal por seu trabalho no álbum de sucesso de Justin Timberlake, Justified. Ele também ganhou sua primeira música na primeira posição no Reino Unido, novamente com Nelly, com "Flap Your Wings".
Em setembro de 2004, Williams foi destaque no single de Snoop Dogg, "Drop It Like It's Hot". A canção acabou atingindo o pico de número um na Billboard Hot 100, dois meses depois, marcado como primeiro single número um de Williams, nos Estados Unidos. A canção foi batizada de "Rap Song of the Decade" pela Billboard em 2009.

### 2005-2009: Primeiro álbum e colaborações

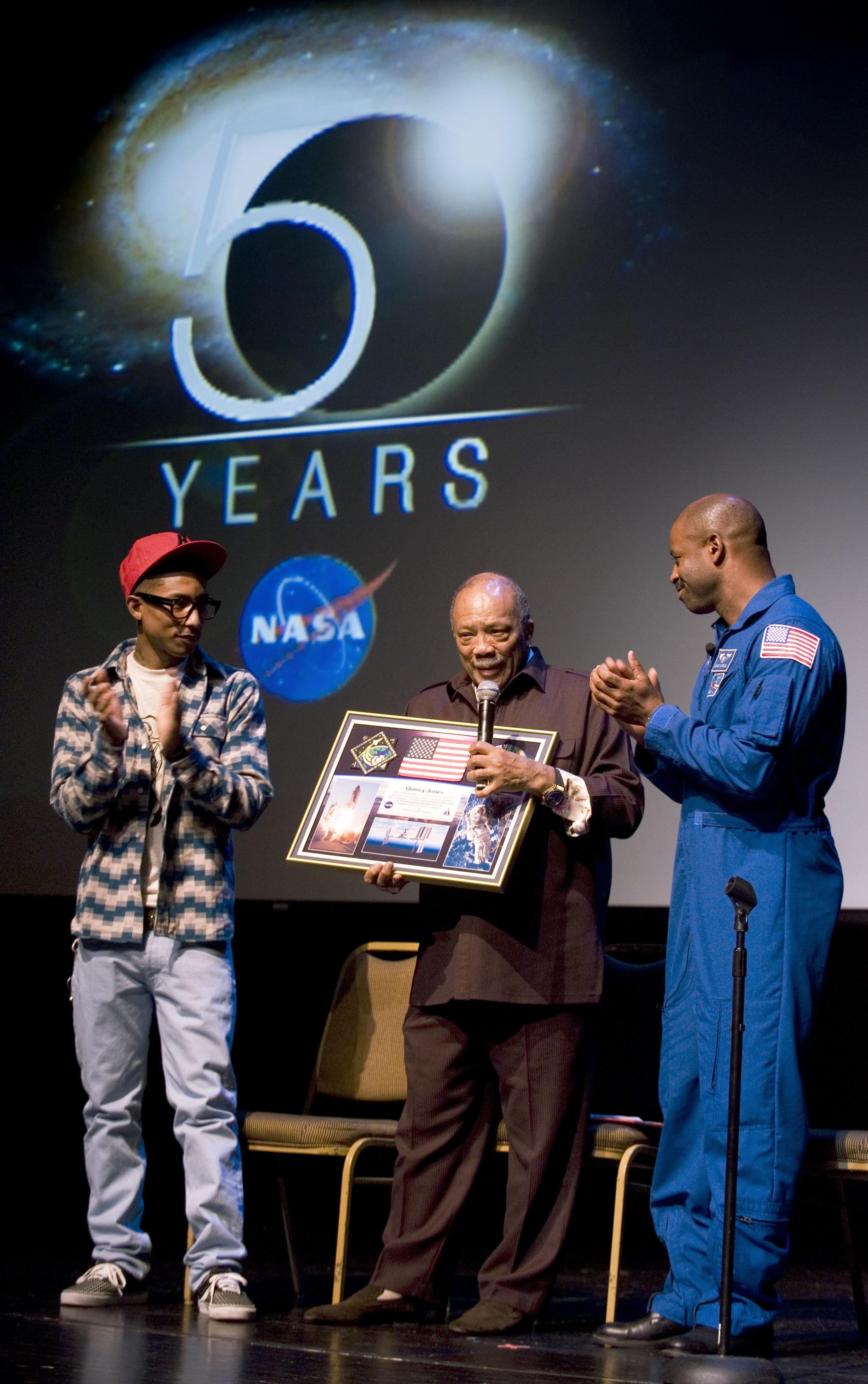
Williams e o astronauta americano Leland D. Melvin, apresentando uma montagem ao produtor musical Quincy Jones.

Em 9 de setembro de 2005, Williams apresentou o single de abertura de seu primeiro álbum solo In My Mind, "Can I Have It Like That", com participação de Gwen Stefani. A canção atingiu uma posição ruim nos Estados Unidos, atingindo apenas a posição 49. Entre essa data e 25 julho de 2006 ocorreu o lançamento de "In My Mind", "Angel" (apenas na Europa) e, posteriormente, "Number One", com Kanye West. Várias músicas vazaram na internet antes do álbum ser lançado, mais notavelmente "Mamacita" com participação de Daddy Yankee, posteriormente foi cortada da versão final. "That Girl" com participação de Snoop Dogg foi o último single.
Em 2006, o The Neptunes produziu o segundo álbum de Clipse, Hell Hath No Fury. A maioria dos críticos classificou o álbum como a melhor produção em anos do The Neptunes, e faz com que a dupla volta as paradas. Um ano depois, Williams colaborou com Madonna, na canção "Hey You", que esteve disponível para download no site do MSN. 25 centavos para cada um milhão de downloads foi doado para o Alliance for Climate Protection, em apoio ao Live Earth. Mais tarde, Williams executou músicas no Concerto para Diana, em 1 julho de 2007. Em 7 de julho, ele se apresentou no etapa brasileira do Live Earth no Rio de Janeiro.
Um álbum de remixes do álbum de estreia solo de Pharrell, In My Mind, intitulado Out of My Mind, foi gravado com a sua recém-formada banda The Yessirs, com participação de Questlove do The Roots, com produção do mesmo e pelo tecladista James Poyser. No entanto, a gravadora de Williams, Interscope Records não achou que o álbum iria vender bem e, posteriormente, foi arquivado. O álbum construiu uma forte base de fãs pedindo sua liberação. As faixas começaram a aparecer no MySpace do Questlove, e com cada 10 000 reproduções, foi disponibilizada uma nova canção. Em 4 de julho de 2007, o CD completo havia vazado na internet, juntamente com duas músicas que não havia aparecido em In My Mind, um remix de "Mamacita" e "Creamsickle".
Williams produziu a versão da canção "Diamonds Are a Girl's Best Friend" de Beyoncé. Ele, então, pelo The Neptunes produziu "Why Should I Be Sad" no quinto álbum de estúdio de Britney Spears, Blackout. Ele também produziu duas músicas do álbum The Black and White Album do Hives, intitulado "Well All Right!" e "T.H.E.H.I.V.E.S.".
Em abril de 2008, Madonna lançou seu décimo primeiro álbum, Hard Candy, que contou com vocais de Williams e produção do The Neptunes em várias faixas. Em junho, um artigo do NME revelou que Williams estava interessado em produzir o quarto álbum do The Strokes. Mais tarde nesse ano, Williams trabalhou em um álbum de remixes para o Maroon 5, Call & Response.
Williams continuou a trabalhar com uma variedade de artistas, incluindo Shakira nas músicas "Did It Again", "Why Wait", "Good Stuff" e "Long Time", para seu sexto álbum de estúdio, She Wolf. Em setembro de 2009, Williams foi creditado como co-compositor e produtor da música "Fresh Out the Oven" de Jennifer Lopez. Ele foi lançado como um single promocional do sétimo álbum de estúdio, Love?. No mês seguinte, Williams fez uma aparição no primeiro álbum do rapper francês de indie/eletrônica Uffie, que foi lançado no início de 2010. No final de 2009, Williams trabalhou com o rapper Game em seu quarto álbum de estúdio, The R.E.D. Album.

### 2010-2012:Meu Malvado FavoritoeNothing

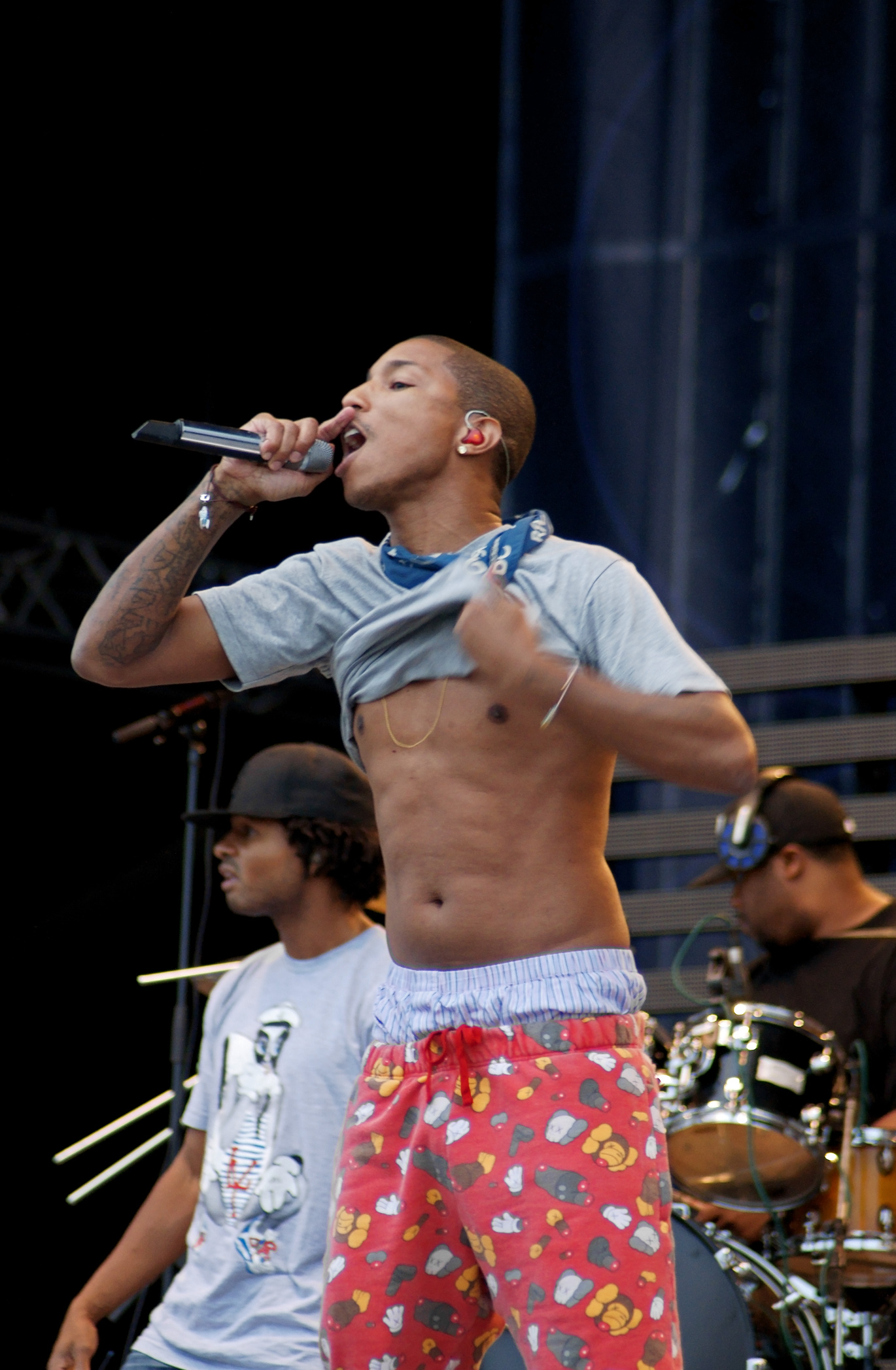
Pharrell Williams se apresentando com N.E.R.D no Pori Jazz 2010.

Em julho de 2010, Williams compôs a trilha sonora do filme Meu Malvado Favorito, produzido por Hans Zimmer e gravado com a Hollywood Studio Symphony. Em outubro de 2010, Williams e seu grupo NERD apoiaram Gorillaz em sua Escape to Plastic Beach World Tour. Na turnê, Damon Albarn gravou uma música com Williams, mas isso não foi apresentado no álbum do Gorillaz, The Fall. No mês seguinte, o NERD lançou seu quarto álbum de estúdio, Nothing, através da Star Trak. No final de 2011, Williams trabalhou em três faixas para o segundo álbum de Mike Posner, Sky High.
Williams compôs e produziu a música para o 84º Oscar ao lado do compositor Hans Zimmer.
Em 2010, Williams compôs uma das canções do filme Meu Malvado Favorito. Ele colabora com o grupo Swedish House Mafia na música One (Your Name), retirada de seu primeiro opus Until One. Em Outubro de 2010, Williams e sua banda NERD se apresentam em shows nos Estados Unidos na turnê mundial Escape to Plastic Beach do Gorillaz. Ele está produzindo Haterade, uma faixa tirada de The Appeal: Georgia's Most Wanted, o terceiro álbum de Gucci Mane, e colaborando com Swizz Beatz em Haute Living com lançamento previsto para 2012. 1 de Agosto de 2011, Williams anuncia a criação de uma nova gravadora, I Am Other Records, voltado para artistas descobertos na Internet. Em 2012, ele colaborou com Mika na música Celebrate, tirada de The Origin of Love. Ele também co-produziu o álbum de Miley Cyrus, lançado em 2013.

### 2013-14:Girl, colaborações eThe Voice
o 20 de março de 2013, Pharrell Williams colabora com T.I e Robin Thicke, cujo álbum ele produziu em seu selo Star Track Records, para o último single deste último, Blurred Lines. 27 de março de 2013, Nile Rodgers anuncia a colaboração de Pharrell Williams em Random Access Memories, o novo álbum do Daft Punk. 12 de abril de 2013, Daft Punk apresenta um trecho de seu novo álbum Random Access Memories no Coachella Festival, com Pharrell Williams nos vocais. 19 de abril de 2013, Daft Punk lança o single Get Lucky em colaboração com Pharrell Williams e Nile Rodgers. Ele também participa de Lose Yourself to Dance neste mesmo álbum.
o 20 de novembro de 2013, ele lançou um videoclipe de 24 horas, contendo 360 tomadas de 366 pessoas dançando ao longo do dia em vários locais de Los Angeles na música Happy de 4 minutos, gravada para a trilha sonora do filme Meu Malvado Favorito 2. 16 de fevereiro de 2014, ele está presente no NBA All-Star Game 2014 com o objetivo de animar musicalmente o evento na companhia dos seus convidados: Nelly Furtado, Busta Rhymes, P. Diddy e Snoop Dogg.
Oito anos depois de In My Mind , ele finalmente lançou seu segundo álbum de estúdio solo, Girl, 3 de março de 2014, contendo a faixa Happy e novas colaborações, incluindo uma com Daft Punk. O segundo single, Marilyn Monroe, foi lançado alguns dias após o álbum. Como parte do lançamento deste álbum, o galerista Emmanuel Perrotin o convida como curador de GIRL, exposição em homenagem às mulheres. Isso ocorre a partir de 27 de maio a 25 de junho de 2014 no Salão de baile no Hôtel d'Ecquevilly, rue de Turenne em Paris, então um novo espaço na Galerie Emmanuel Perrotin. 31 de março de 2014 é anunciado que substituirá Cee Lo Green como treinador na versão americana do The Voice, na NBC. Ele é o mentor de Cris Cab.

### 2015–presente:Something in the Watere outros empreendimentos

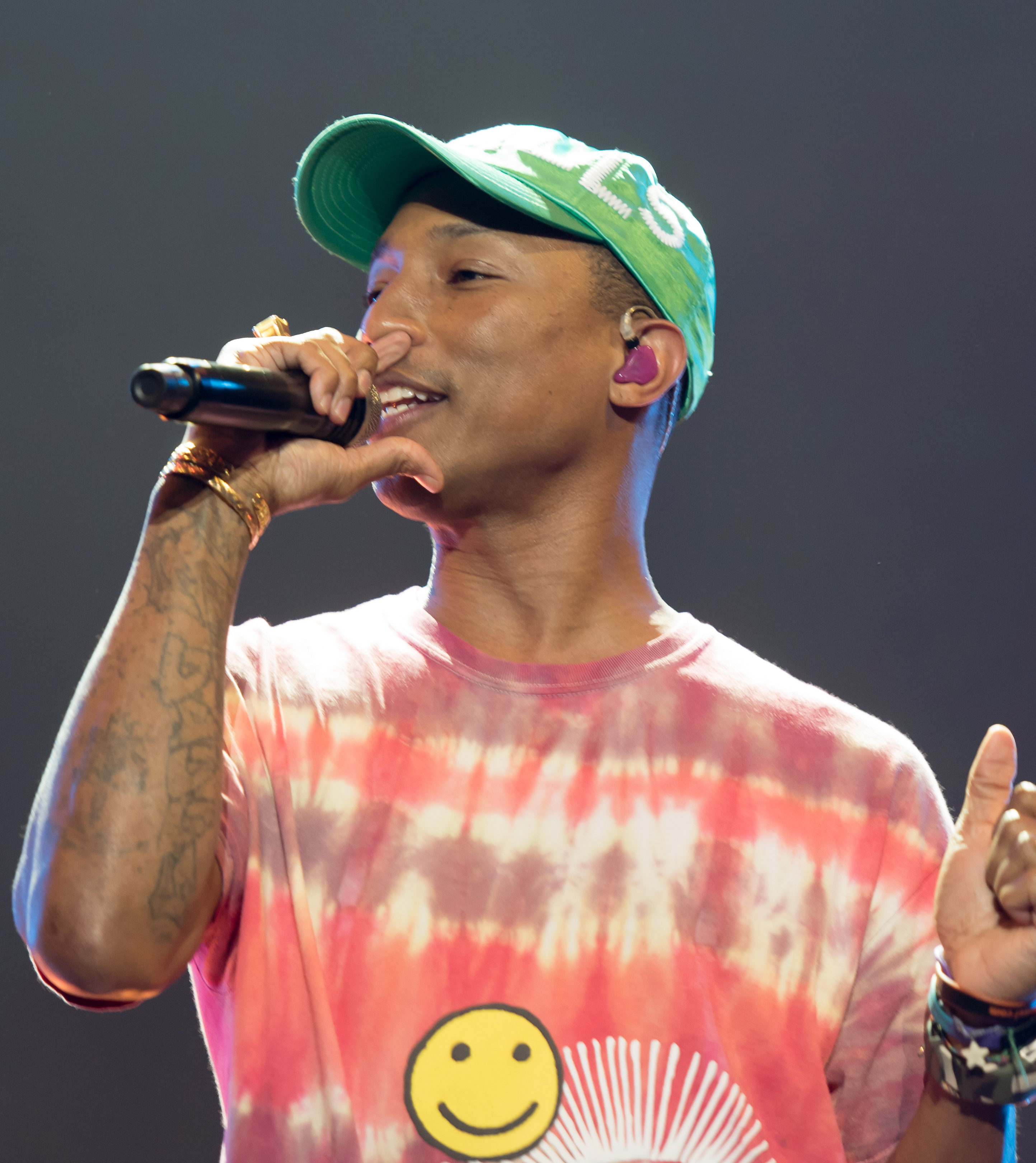
Williams no Global Citizen Festival em Hamburgo, julho de 2017.

Em janeiro de 2015, Williams e Al Gore anunciaram que estão se unindo para criar um concerto "Live Earth" de 7 continentes em 18 de junho para conscientizar e pressionar os governos a agir sobre a mudança climática. Ele é o diretor musical. Em 8 de fevereiro de 2015, Williams fez um camafeu num episódio de Os Simpsons intitulado "Walking Big & Tall" onde ele vem a Springfield para escrever um novo hino para a cidade. Williams gravou três músicas para a trilha sonora do filme animado The SpongeBob Movie: Sponge Out of Water. Ele também gravou uma canção "Shine" com Gwen Stefani para o filme Paddington. Em 2015 Prêmios Grammy Williams realizou uma interpretação orquestral de "Happy" com o compositor Hans Zimmer e pianista Lang Lang que incluiu uma homenagem à Black Lives Matter. Movimento "Mãos para cima, não atire" inspirado pela morte de Eric Garner e os eventos em Ferguson, Missouri. Em 2015, um júri unânime determinou que a canção de sucesso do Williams de 2013 "Blurred Lines" foi uma violação da canção de 1977 de Marvin Gaye "Got to Give It Up". O júri concedeu à família Gaye $ 7,4 milhões em danos pela violação de direitos autorais com base nos lucros gerados.
Em outubro de 2015, a Tisch School of the Arts da New York University nomeou Williams como seu artista residente. Ele deu o endereço de início de 2017 na NYU e recebeu um diploma honorário em 17 de maio de 2017. Também em outubro de 2015, Williams anunciou que se apresentará com um coral gospel no domingo, 1º de novembro, na Igreja Emanuel AME em Charleston, Carolina do Sul, onde nove paroquianos negros foram fuzilados e mortos em 17 de junho de 2013. Isto é parte de um programa sobre relações raciais que está sendo produzido pela A+E Networks e iHeartMedia. Williams planejou falar com líderes comunitários e outros afetados pelo tiroteio, que dominou a mídia de notícias dos EUA por vários dias. O programa de duas horas Shining a Light: A Concert for Progress on Race in America foi programado para o ar no dia 20 de novembro, bem como incluir um concerto a ser filmado no dia 18 de novembro em Los Angeles. Uma meta do programa é levantar dinheiro para as vítimas de violência racial e para organizações em todo o país que trabalham para promover a equidade racial.
Em março de 2019, Williams e a cidade de Virginia Beach anunciaram o lançamento de um festival musical e cultural de três dias intitulado "Something in the Water", a ser realizado durante o Fim de Semana de College Beach, de 26 a 28 de abril, na Virginia Beach Oceanfront. O festival, criado pela Williams como uma solução para anos de violência na orla marítima associada ao já mencionado College Beach Weekend, também apresentou atividades como um Parque Adidas Creator; conferências sobre tecnologia, igualdade racial e indústria musical; e um serviço eclesial pop-up com 20 igrejas locais e apresentações de artistas evangélicos de renome nacional, como Kirk Franklin e Mary Mary. O festival contou com apresentações solo de Travis Scott, SZA, J Balvin, Chris Brown, Anderson Paak, Jhené Aiko, Kaytranada, Pusha T, Charlie Wilson, Teddy Riley, DRAM, Rosalía, A$AP Ferg, e Mac DeMarco, para além do conjunto "Pharrell and Friends" que encerrou o segundo dia do festival, com Williams e uma lista de convidados, incluindo Jay-Z, Snoop Dogg, Diddy, Missy Elliott, Timbaland, Usher, N. E.R.D, Busta Rhymes, e Tyler, the Creator. Aparições adicionais de convidados durante o último dia do festival incluíram Trey Songz, Fabolous, Lil Duval e membros da SWV e da Blackstreet. Aparições adicionais como o Dave Matthews Band, Migos, Janelle Monáe, e Lil Uzi Vert foram programados para apresentar na sexta-feira, 26 de Agosto, mas foram cancelados devido a fortes trovoadas.
Williams produziu cinco canções para o filme de Walt Disney Pictures O Rei Leão (2019), marcando a sua terceira colaboração com o compositor Hans Zimmer.

## Influências
No passado, Williams declarou que não tem qualquer influência musical direta, mas ele expressou a sua admiração por vários músicos, incluindo Michael Jackson, J Dilla, Stevie Wonder, Donny Hathaway, Marvin Gaye, Rakim, Q-Tip e David Bowie. Williams explicou que o álbum de estreia de A Tribe Called Quest, People's Instinctive Travels and the Paths of Rhythm (1990), causou um "ponto de viragem" na sua vida, que "o fez ver que a música era arte".

## Vida pessoal
Pharrell já foi eleito como o homem mais bem vestido do mundo em 2005, pela Esquire Magazine. É fã da ficção científica Star Trek.
Pharrell colaborou com a cantora Miley Cyrus, no novo álbum Bangerz que teve seu lançamento mundial dia 08 de Outubro de 2013, com single-chefe We Can't Stop vindo para ser hit de verão. O novo álbum de Miley tem um gênero pop/hip-hop, e R&B, três áreas nas quais Pharrell é mais bem-sucedido.
Admira o trabalho do falecido astrônomo e professor de ciência Carl Sagan, a quem ele chama de “gênio”. Pharrell também é grande fã de Michael Jackson, a quem ele já concedeu entrevista e afirmou ter grande admiração.
Pharrell tem uma rampa de skate em sua casa e já fez cirurgia a laser para retirar a maior parte das suas tatuagens.
Pharrell já foi visto aos beijos com Christina Aguilera em 2004 e com Juliana Alexandre teve um relacionamento de 4 meses no final de 2017.

## Discografia
- In My Mind (2006)
- G I R L (2014)
- Phriends, Vol. 1 (2024)

## Prêmios
Grammy
- 2003 - Grammy por Produtor do Ano (The Neptunes: Chad Hugo, Pharrell Williams)
- 2004 - Grammy por Melhor Álbum Pop (Justified com Chad Hugo)
- 2006 - Grammy por Melhor música de Rap (Money Maker com Nicolas Hidalgo)
- 2014 - Grammy por Melhor performance de grupo ou dupla (Get Lucky - Daft Punk feat. Pharrell Williams)
- 2014 - Grammy por Gravação do Ano  (Get Lucky - Daft Punk feat. Pharrell Williams)
- 2014 - Grammy por Produtor do Ano
- 2015 - Grammy por Melhor Performance Pop Solo (Happy)
- 2015 - Grammy por Melhor Vídeo de Música (Happy)
- 2015 - Grammy por Melhor Álbum Urbano Contemporâneo (GIRL)
- 2018 - Grammy por Produtor do Ano

Billboard Music Awards
- 2003 - Billboard Music Awards por Produtor do Ano (com Chad Hugo)
- 2009 - Billboard Music Awards por Produtor da Década (com Chad Hugo)